# Witalij Biełousow
Witalij Aleksandrowicz Biełousow, ros. Виталий Александрович Белоусов (ur. 31 października 1992 w Kamieńsku Uralskim) – rosyjski żużlowiec, występujący również na torach lodowych.

## Życiorys
Brązowy medalista indywidualnych mistrzostw Europy juniorów (Lublana 2011). Dwukrotny medalista mistrzostw Europy par: srebrny (Debreczyn 2015) oraz brązowy (Divišov 2014). Brązowy medalista indywidualnych mistrzostw Rosji (Saławat 2014).
W polskiej lidze żużlowej startował w latach 2010–2015, reprezentując kluby: Ostrovia Ostrów Wielkopolski (2010–2011), Kolejarz Opole (2012), Kolejarz Rawicz (2013), Polonia Piła (2013–2014) oraz Orzeł Łódź (2015).
W 2020 r. zakończył karierę żużlową.